# Gérold Ier de La Tour-Châtillon de Zurlauben
Pour les articles homonymes, voir Zurlauben et Gérold.
Gérold Ier de la Tour-Châtillon de Zurlauben, nommé, en 1598, abbé et seigneur de la maison bénédictine de Rheinau, en Thurgovie, réforma les maisons des bénédictins en Suisse, et en 1603, il unit son abbaye à cette illustre corporation. Les sujets de l'abbaye, séduits par les erreurs de Zwingli, s'étaient révoltés ; pour les soumettre, il implora le secours des cantons catholiques. Il mourut à Rheinau, le 23 février 1607.

## Source
« Gérold Ier de La Tour-Châtillon de Zurlauben », dans Louis-Gabriel Michaud, Biographie universelle ancienne et moderne : histoire par ordre alphabétique de la vie publique et privée de tous les hommes avec la collaboration de plus de 300 savants et littérateurs français ou étrangers, 2e édition, 1843-1865 [détail de l’édition]